# Пайні-Пойнт-Вілледж (Техас)
Пайні-Пойнт-Вілледж (англ. Piney Point Village) — місто (англ. city) в США, в окрузі Гарріс штату Техас. Населення — 3128 осіб (2020).

## Географія
Пайні-Пойнт-Вілледж розташоване за координатами 29°45′23″ пн. ш. 95°30′56″ зх. д. / 29.75639° пн. ш. 95.51556° зх. д. (29.756412, -95.515440). За даними Бюро перепису населення США в 2010 році місто мало площу 5,56 км², з яких 5,55 км² — суходіл та 0,01 км² — водойми.

## Демографія
Згідно з переписом 2010 року, у місті мешкало 3125 осіб у 1064 домогосподарствах у складі 945 родин. Густота населення становила 562 особи/км². Було 1124 помешкання (202/км²). 
Расовий склад населення:
| - 85,1 % — білих - 11,0 % — азіатів - 1,7 % — чорних або афроамериканців - 0,1 % — корінних американців |

До двох чи більше рас належало 1,7 %. Іспаномовні становили 4,5 % усіх жителів.
За віковим діапазоном населення розподілялося таким чином: 25,2 % — особи молодші 18 років, 57,3 % — особи у віці 18—64 років, 17,5 % — особи у віці 65 років та старші. Медіана віку мешканця становила 48,8 року. На 100 осіб жіночої статі у місті припадало 96,9 чоловіків; на 100 жінок у віці від 18 років та старших — 92,6 чоловіків також старших 18 років.
Медіана доходів становила 183 571 долар для чоловіків та 100 882 долари для жінок. За межею бідності перебувало 3,9 % осіб, у тому числі 2,9 % дітей у віці до 18 років та 4,4 % осіб у віці 65 років та старших.
Цивільне працевлаштоване населення становило 1381 особа. Основні галузі зайнятості: освіта, охорона здоров'я та соціальна допомога — 27,7 %, науковці, спеціалісти, менеджери — 25,7 %, фінанси, страхування та нерухомість — 11,6 %, сільське господарство, лісництво, риболовля — 7,2 %.